# Federazione cestistica delle Isole Marianne Settentrionali
La Federazione cestistica delle Isole Marianne Settentrionali è l'ente che controlla e organizza la pallacanestro nelle Isole Marianne Settentrionali.
La federazione controlla inoltre la selezione di pallacanestro delle Isole Marianne Settentrionali. Ha sede a Saipan e l'attuale presidente è Miguel R. Muna.
È affiliata alla FIBA dal 1981 e organizza il campionato di pallacanestro delle Isole Marianne Settentrionali.